# Corps Misnia Leipzig

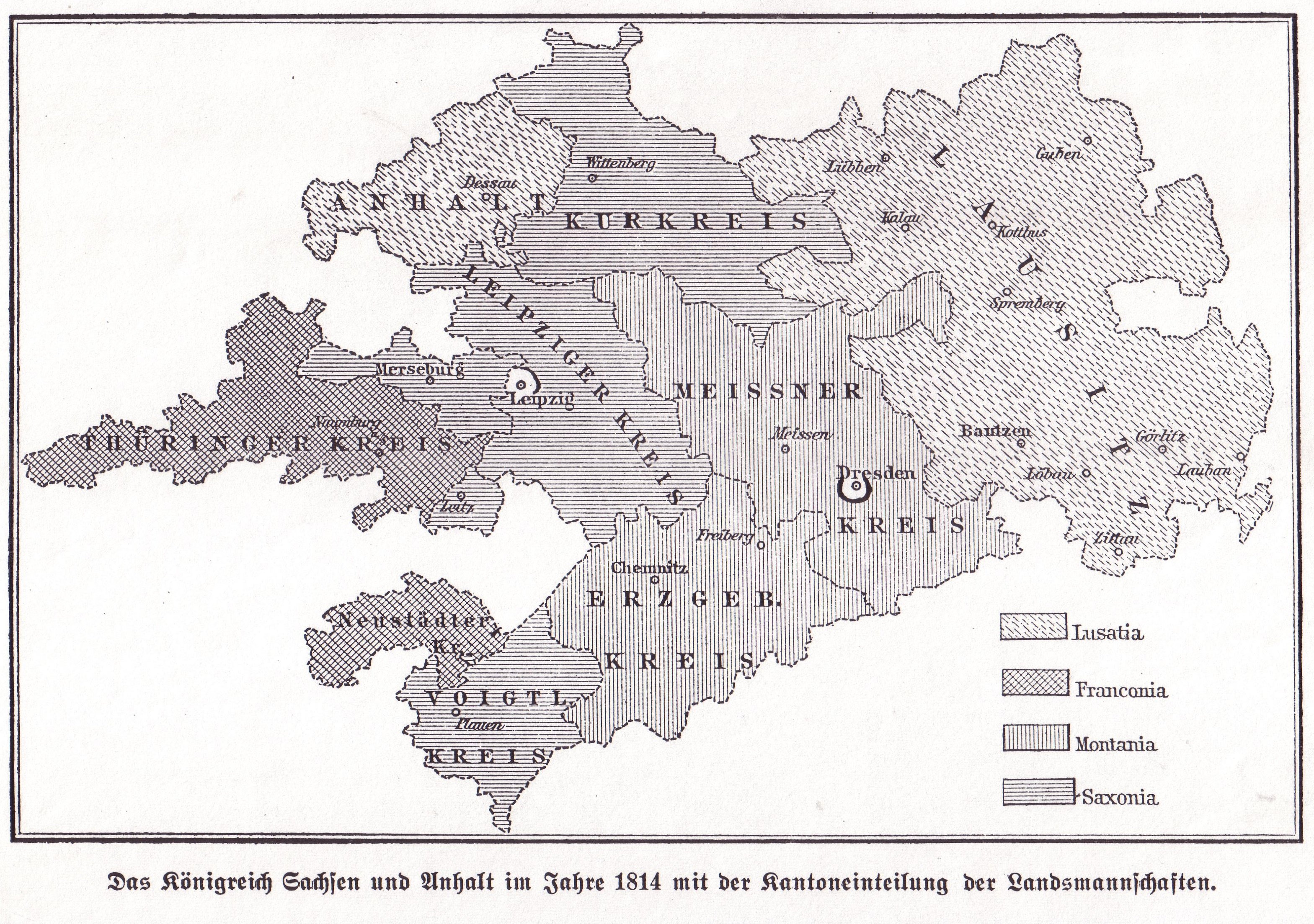
Landsmannschaftliche Kantoneinteilung im Königreich Sachsen (1814)

Misnia hießen vier verschiedene Corps an der Universität Leipzig, die 1802, 1822, 1834 und 1942 gestiftet wurden. Der Name steht für die Stadt Meißen und die frühere Markgrafschaft Meißen.

## Misnia I und II
Die erste Korporation mit dem Namen Misnia wurde Ostern 1802 von Studenten aus dem Königreich Sachsen in Leipzig gestiftet; sie hatte die Farben blau-rot-weiß ohne Perkussion und suspendierte Ende 1810. Sie stand wahrscheinlich im Zusammenhang mit Montania I.
Die zweite Misnia wurde am 3. April 1822 in Leipzig gestiftet; sie hatte die Farben grün-rot-gold mit goldener Perkussion und grüner Studentenmütze. Sie suspendierte schon am 27. Juli 1824.

## Misnia III

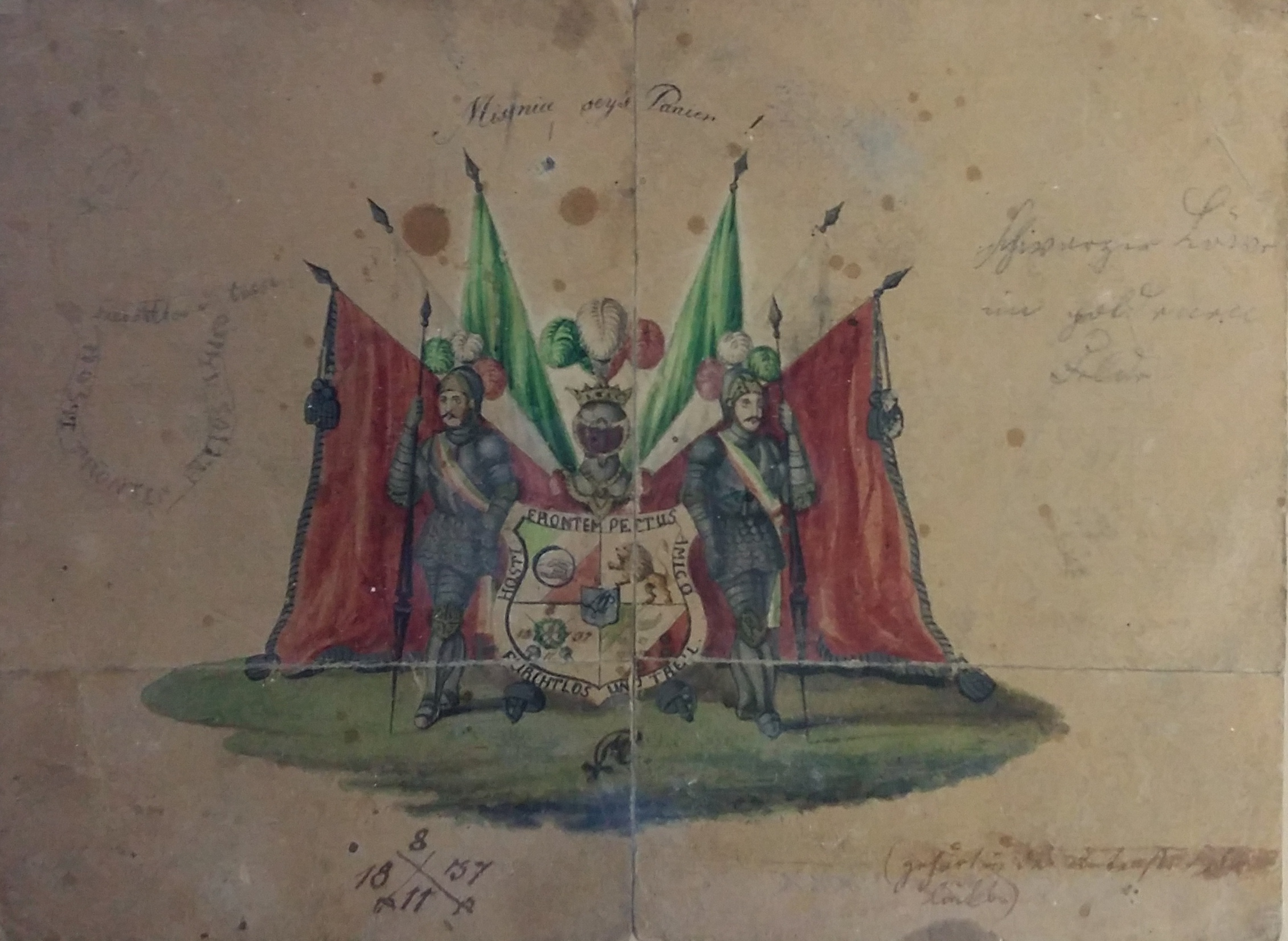
Wappen der Misnia III

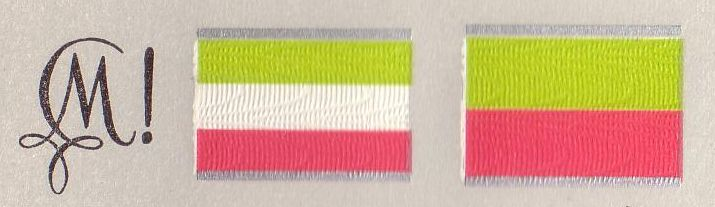
Farben der Misnia III

Die dritte Misnia wurde mit Einwilligung des Senioren-Convents zu Leipzig am 8. November 1837 von Julius Schuster und fünf ausgetretenen Renoncen der Saxonia Leipzig gestiftet. Sie hatte die Farben grün-weiß-rot mit silberner Perkussion. Der Wahlspruch war Hosti frontem, pectus amico! Am 26. Juni 1847 stiftete sie ihrerseits Guestphalia Leipzig und Thuringia III als Hilfscorps. Misnia beteiligte sich am 15. Juli 1848 an der Jenenser Senioren-Convents-Deputiertenversammlung.  1853 nahm sie die Mitglieder der suspendierten Thuringia III auf. Mit den Leipziger Corps Lusatia, Saxonia, Thuringia III und Guestphalia II bildete sie den Senioren-Convent zu Leipzig, in dem sie am 26. Mai 1855 in den Kösener SC-Verband kam.

### Suspensionen
- 15. November 1864 bis Anfang des Sommersemesters 1865
- Ende Juni 1866 bis 13. Dezember 1867
- 31. Januar 1874 bis 17. Dezember 1874
- 4. Mai 1875 bis 29. Oktober 1876
- 31. Oktober 1882 bis 17. Oktober 1887

Das Corps suspendierte endgültig am 6. Juli 1893, als die Corpsburschen das von den Alten Herren für ihre Entschuldung gesammelte Geld (wohl 20.000 Goldmark) zweckentfremdet hatten – für den „berühmten“ Frühschoppen in Venedig. Der Senior soll sich danach erschossen haben. Nach einer anderen Version war die Veranlassung der Suspendierung ein in Monte Carlo abgehaltener Corpsburschen-Convent. Die alten Meißner begingen 1912 das 75-jährige Stiftungsfest, schlossen aber eine Rekonstitution des aktiven Corps schon damals aus. Mit Ernst Ziehm starb 1962 das letzte Mitglied der Misnia III.

„...wie denn außerdem die Geschichte der Misnia hinlänglich lehrt, daß sich mit Hilfe des grünen Kreises allein in Leipzig ein Corps nicht dauernd zu halten vermag.“

### Verhältnisse
Mit dem Corps Bremensia und – je nach Quelle – dem Corps Franconia Jena oder dem Corps Guestphalia Heidelberg gründete Misnia III den grünen Kreis.
Kartelle
Saxonia Göttingen
Guestphalia Heidelberg
Franconia Jena
Suevia Tübingen
Befreundete
Bremensia
Pomerania
Starkenburgia

### Meißner
In alphabetischer Reihenfolge

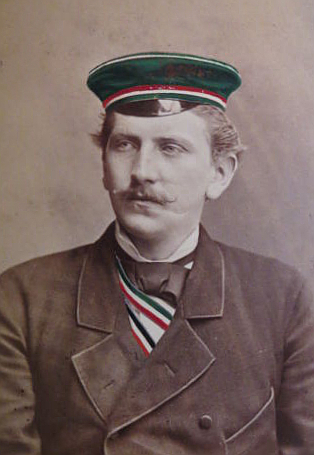
Alexander v. Dassel Sueviae Tübingen (1877), Misniae (1878)

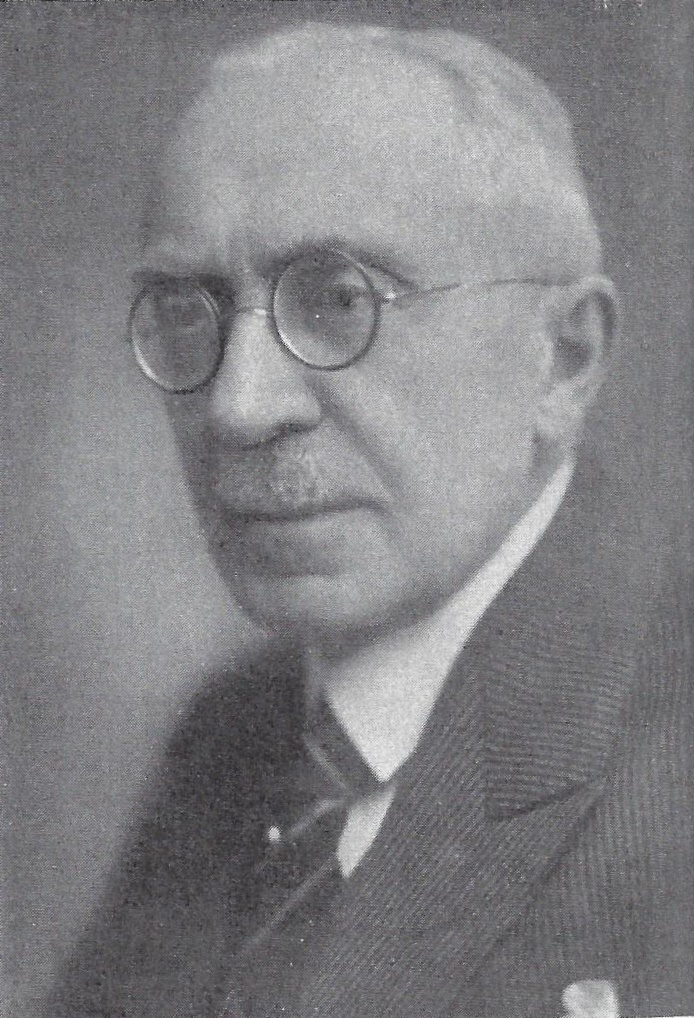
Ernst Ziehm

- Karl Gustav Ackermann (1820–1901), MdR
- Heinrich Albers-Schönberg (1865–1921), Deutschlands erster Röntgenarzt
- Heinrich Antoine-Feill (1855–1922), Rechtsanwalt und Mäzen in Hamburg
- Heinrich Bade (1823–1908), Bürgermeister von Schwerin
- Nikolaus von Baudissin (1838–1917), MdHdA
- Dietrich Otto von Berlepsch (1823–1896), Präsident des Evangelisch-Lutherischen Landeskonsistoriums Sachsen, Abgeordneter im Sächsischen Landtag
- Paul Blomeyer (1860–1918), Regierungspräsident in Stralsund
- Alfred von Boxberg (1841–1896), Staatsminister in Weimar
- Adolf von Braunbehrens (1819–1870), Regierungspräsident in Dessau
- Friedrich Braune, Kreisdirektor in Dessau
- Dietrich Carl von Carlowitz (1839–1890), Mitglied der II. Kammer des Sächsischen Landtags, MdR
- Oswald von Carlowitz (1859–1910), Amtshauptmann in Oschatz und Bautzen
- Otto von Cossel (1845–1915), Verwaltungsjurist
- Georg von Dannenberg (1858–1931), MdR, Mitglied des Preußischen Landtags
- Karl von Dörnberg (1854–1891), Landrat, Diplomat
- Karl Eggers (1826–1900), Lyriker
- Georg Curt von Einsiedel (1823–1887), sächsischer Beamter und Politiker
- Bernhard von Friesen (1825–1889), Landrat, Mitglied des Westfälischen Provinziallandtags
- Ernst Bruno von Gersdorff (1820–1883), Arzt in Boston
- Albrecht von Giseke (1822–1890), Staatsminister des Herzogtums Sachsen-Meiningen
- Johannes Gobbin (1833–1881), Oberbürgermeister von Brandenburg an der Havel und Görlitz
- William Göhring (1843–1926), Generalkonsul in Rotterdam/Amsterdam
- Oskar Göschen (1824–1900), Heraldiker
- Bernhard Grünler (1831–1891), Amtshauptmann des Amts Döbeln, Mitglied der Zweiten Kammer des Sächsischen Landtags
- Felix Freiherr von Gutschmid (1843–1905), Botschafter in Tokyo
- Bernhard Hartenstein (1840–1889), Kreisdirektor in Saarburg und Erstein, Polizei- und Kreisdirektor in Mülhausen
- Bernhard von Hausen (1835–1893), Amts- und Kreishauptmann, Abgeordneter zur II. Kammer des Sächsischen Landtags
- Karl Heinrich (1822–1890), Jurist, Mitglied beider Kammern des Sächsischen Landtags, MdR
- Bernhard von Holleben genannt von Normann (1824–1897), General der Infanterie
- Karl Holsten (1825–1897), Theologe in Bern und Heidelberg
- Léonçe von Könneritz (1835–1890), Politiker, Finanzminister in Sachsen
- Richard von Könneritz (1828–1910), Diplomat und Politiker
- Franz Koppel-Ellfeld (1838–1920), Bühnenautor in Dresden
- Franz Krahmer (1851–1930), Landrat im Kreis Thorn, Regierungspräsident in Posen
- Albin Le Maistre (1839–1929), Polizeipräsident in Dresden
- Wolf Hugo von Lindenau (1828–1900), MdR
- Robert Lorenz (um 1872–1948), Landrat in Kosten
- Friedrich Matthaei (1865–1930), Gynäkologe in Hamburg
- Emil Robert Meinhold (1824–1880), sächsischer Politiker
- Georg von Metzsch-Reichenbach (1836–1927), Ministerpräsident Sachsens
- Gustav von Metzsch (1835–1900), Landtagsabgeordneter
- Otto Georg zu Münster-Langelage (1825–1893), MdR, Ehrenbürger von Leipzig
- Artur Odescalchi (1836–1924), ungarischer Fürst
- Gustav Oßwald (1836–1914), Oberbürgermeister von Altenburg
- Carl Bernhard Edler von der Planitz (1828–1907), Abgeordneter zur I. Kammer des Sächsischen Landtags
- Georg von Platen-Hallermund (1858–1927), Klosterprobst des Klosters Preetz, MdHH
- Ludwig Emil Puttrich (1824–1908), Arbeiteranwalt, Sozialdemokrat, Mitglied der Zweiten Kammer des Sächsischen Landtags
- Hermann von Salza und Lichtenau (1829–1915), MdR (Norddeutscher Bund)
- Julius Schuster (1817–1863),  Misnias Stifter, Oberbürgermeister von Ulm
- Alexander von Stiegler (1857–1916), Majoratsherr
- Franz Susemihl (1826–1901), Klassischer Philologe in Greifswald
- Ulrich Thieme (1865–1922), Kunsthistoriker
- Friedrich Trinks (1844–1930), letzter Staatsminister des Herzogtums Sachsen-Meiningen
- Maximilian von Voß (1849–1911), Verwaltungsjurist, MdHdA
- Karl Heinrich Wäntig (1843–1917), Ministerialbeamter und Politiker in Sachsen
- Georg Heinrich Wahle (1854–1934), Bergrechtler in Freiberg
- Werner von Watzdorf (1836–1904), Finanzminister Sachsens
- Felix Wesener (1855–1930), Internist in Freiburg und Aachen
- Felix Winterfeldt (um 1846–1885), Landrat in Pleß
- Max von Wurmb (um 1836–1886), Landrat in Lötzen und Bielefeld
- Curt von Zedtwitz (1851–1896), Gesandter
- Ernst Ziehm (1867–1962), Präsident des Oberverwaltungsgerichts Danzig
- Leo von Zychlinski (1822–1897), Porträtmaler und Revolutionär